# 23307 Alexramek
23307 Alexramek este un asteroid din centura principală de asteroizi.

## Descriere
23307 Alexramek este un asteroid din centura principală de asteroizi. A fost descoperit pe 2 ianuarie 2001 la Socorro, New Mexico, în cadrul proiectului LINEAR. Asteroidul prezintă o orbită caracterizată de o semiaxă mare de 2,30 ua, o excentricitate de 0,12 și o înclinație de 7,2° în raport cu ecliptica.